# Boten Anna (Gebroeders Ko)
Boten Anna (Ik heb een boot) is een Nederlandstalige parodie op Basshunters hit Boten Anna. Ik heb een boot is gemaakt door het van Skihut-cd's bekende duo de Gebroeders Ko. Het nummer van de Gebroeders Ko staat ook wel bekend onder de naam van het origineel, Boten Anna.
Boten Anna van de Gebroeders Ko stond sinds week 33 van 2006 in de Nederlandse Top 40 en kwam binnen op 27. Boten Anna van Basshunter stond sinds week 31 van 2006 in de Top 40 en kwam binnen op nummer 16.